# (36753) 2000 RH70
2000 RH70 (asteroide 36753) é um asteroide da cintura principal. Possui uma excentricidade de 0.12846090 e uma inclinação de 5.65751º.
Este asteroide foi descoberto no dia 2 de setembro de 2000 por LINEAR em Socorro.